# エージェンシー (アイオワ州)
エージェンシー（英: Agency）は、アメリカ合衆国のアイオワ州ワペロ郡にある都市。2000年国勢調査時点での人口は622人であった。インディアン交易所が在ったことで知られるほか、フォックス族（メスクワキ族）の首領ワペロ永眠の地としても知られる。

## 歴史
1838年にこの地にインディアン局（インディアン・エージェンシー）が置かれ、土着の部族がカンザス州に移るまで運営された。町はこの部局の辺りに1843年に建設され、1859年に自治体となった。
フォックス（メスクワキ）族の出身で、ブラック・ホーク戦争において近縁部族として古来から連携関係にあったソーク族の首領ケオクックに次ぐナンバーツーとして両部族の共闘を指導したことで知られる首領ワペロはこの地で亡くなり、良き友であったジョゼフ・M・ストリートとその家族の隣に埋葬された。

## 地理
国勢調査局によると、この市の総面積は1.5平方キロ（0.6平方マイル）で、その全域が陸地である。

## 人口動態
2000年の国勢調査によると、この都市には622人、272世帯、178家族が暮らしている。人口密度は1平方キロあたり414.1人で、平方マイルに換算すると1074.6人となる。住居数は286軒で、1平方キロあたりに平均して190.4軒（1平方マイルあたりでは494.1軒）が建っていることになる。白人が99.20%、アフリカ系が0.16%、アジア系が0.48%、その他の人種が0.16%、ヒスパニック（ラテン系）が0.80%を占める。
272世帯のうち23.9%は18歳未満の子供と暮らしており、58.5%は夫婦で生活している。5.9%は未婚の女性が世帯主であり、34.2%は家族以外の住人と同居している。31.6%が単身世帯で、17.6%を独居老人世帯が占める。1世帯あたりの平均構成人数は2.29人、家庭の平均構成人数は2.89人である。
住民のうち22.5%が18歳未満の未成年、5.1%が18歳以上24歳以下、26.0%が25歳以上44歳以下、24.3%が45歳以上64歳以下、22.0%が65歳以上となっており、平均年齢は43歳である。女性100人に対し男性が92.0人いる一方、18歳以上の女性100人ごとに対しては84.7人いる。
一世帯あたりの平均収入は3万6912米ドルで、家族ごとでは4万4306米ドルである。男性の平均収入は2万9107米ドル、女性の平均収入は2万6750米ドルで、労働者でない人も含めた住民一人当たりの収入は1万6896米ドルとなる。総人口の5.3%、家族の2.2%、18歳未満の子どもの8.7%、および65歳以上の老人の5.9%は貧困線以下の収入で生計を立てている。